# لیگ برتر فوتبال پرتغال
لیگ برتر پرتغال (به پرتغالی: Primeira Liga) معتبرترین لیگ فوتبال در کشور پرتغال است که در سال ۱۹۳۴ راه‌اندازی شده‌است.
بنفیکا با ۳۸ قهرمانی پرافتخارترین تیم این سری مسابقات به حساب می‌آید.

## باشگاه‌های کنونی
در فصل جاری (۲۰۲۶–۲۰۲۵) تیم‌های زیر در این لیگ به فعالیت می‌پردازند:
- باشگاه فوتبال اروکا
- باشگاه فوتبال بنفیکا
- باشگاه فوتبال بوآویشتا
- باشگاه فوتبال براگا
- باشگاه ورزشی کاسا پیا
- گروه ورزشی شاوش
- باشگاه ورزشی اشتوریل پرایا
- باشگاه فوتبال استرلا دا آمادورا
- باشگاه فوتبال فامالیکاو
- باشگاه ورزشی فارنسی
- باشگاه فوتبال ژیل ویسنته
- باشگاه فوتبال موریرنز
- باشگاه فوتبال پورتیموننزه
- باشگاه فوتبال پورتو
- باشگاه فوتبال ریو آوه
- باشگاه فوتبال اسپورتینگ پرتغال
- باشگاه فوتبال ویتوریا گیماریش
- باشگاه فوتبال ویزلا

## نتایج بر پایه باشگاه
| باشگاه         | قهرمانی | نایب قهرمانی | سال‌های قهرمانی |
| بنفیکا         | ۳۸      | ۳۱           | ۱۹۳۶، ۱۹۳۷، ۱۹۳۸، ۱۹۴۲، ۱۹۴۳، ۱۹۴۵، ۱۹۵۰، ۱۹۵۵، ۱۹۵۷، ۱۹۶۰، ۱۹۶۱، ۱۹۶۳، ۱۹۶۴، ۱۹۶۵، ۱۹۶۷، ۱۹۶۸، ۱۹۶۹، ۱۹۷۱، ۱۹۷۲، ۱۹۷۳، ۱۹۷۵، ۱۹۷۶، ۱۹۷۷، ۱۹۸۱، ۱۹۸۳، ۱۹۸۴، ۱۹۸۷، ۱۹۸۹، ۱۹۹۱، ۱۹۹۴، ۲۰۰۵، ۲۰۱۰، ۲۰۱۴، ۲۰۱۵، ۲۰۱۶، ۲۰۱۷، ۲۰۱۹، ۲۰۲۳ |
| پورتو          | ۳۰      | ۲۹           | ۱۹۳۵، ۱۹۳۹، ۱۹۴۰، ۱۹۵۶، ۱۹۵۹، ۱۹۷۸، ۱۹۷۹، ۱۹۸۵، ۱۹۸۶، ۱۹۸۸، ۱۹۹۰، ۱۹۹۲، ۱۹۹۳، ۱۹۹۵، ۱۹۹۶، ۱۹۹۷، ۱۹۹۸، ۱۹۹۹، ۲۰۰۳، ۲۰۰۴،, ۲۰۰۶، ۲۰۰۷، ۲۰۰۸، ۲۰۰۹، ۲۰۱۱، ۲۰۱۲، ۲۰۱۳، ۲۰۱۸، ۲۰۲۰ ،۲۰۲۲                                                |
| اسپورتینگ      | ۲۱      | ۲۱           | ۱۹۴۱، ۱۹۴۴، ۱۹۴۷، ۱۹۴۸، ۱۹۴۹، ۱۹۵۱، ۱۹۵۲، ۱۹۵۳، ۱۹۵۴، ۱۹۵۸، ۱۹۶۲، ۱۹۶۶، ۱۹۷۰، ۱۹۷۴، ۱۹۸۰، ۱۹۸۲، ۲۰۰۰، ۲۰۰۲، ۲۰۱۵، ۲۰۲۱، ۲۰۲۳، ۲۰۲۴، ۲۰۲۵                                                                                           |
| بلننسس         | ۱       | ۴            | ۱۹۴۶ |
| بوآویستا       | ۱       | ۳            | ۲۰۰۱ |
| آکادمیکا       | –       | ۱            | |
| ویتوریا ستوبال | –       | ۱            | |
| براگا          | –       | ۱            | |